# Learn to Love It
| Recensione       | Giudizio |
| ---------------- | -------- |
| AllMusic         | [ 2 ]    |
| Robert Christgau | B-       |

Learn to Love It è il terzo album discografico del cantautore statunitense (naturalizzato canadese) Jesse Winchester, pubblicato dall'etichetta discografica Bearsville Records nel settembre del 1974.

## Tracce
Lato A
Testi e musiche di Jesse Winchester, eccetto dove indicato.
1. Wake Me – 2:20
2. Every Word You Say – 1:54
3. How Far to the Horizon? – 2:12
4. L'air de la Louisiane – 3:27
5. Mississippi, You're on My Mind – 3:33
6. Third Rate Romance – 2:15 (Russell Smith)

Lato B
Testi e musiche di Jesse Winchester, eccetto dove indicato.
1. Defying Gravity – 2:38
2. Tell Me Why You Like Roosevelt – 2:48 (pubblico dominio)
3. Pharao's Army – 1:14
4. Laisse les bons temps rouler – 2:33
5. The End Is Not in Sight – 2:36 (Russell Smith)
6. I Can't Stand Up Alone – 2:00 (Martha Carson)

## Musicisti
- Jesse Winchester - voce, chitarra, piano
- Amos Garrett - chitarra
- John Rigby - strumenti ad arco

Note aggiuntive
- Jesse Winchester - produttore
- Chuck Gray - ingegnere delle registrazioni
- Leslie Winchester - foto copertina album
- Robert L. Heimall - design copertina album
- Album dedicato a: Tim Clarke, Si Dardick e Chaim Propinator[4]